# NXT Championship

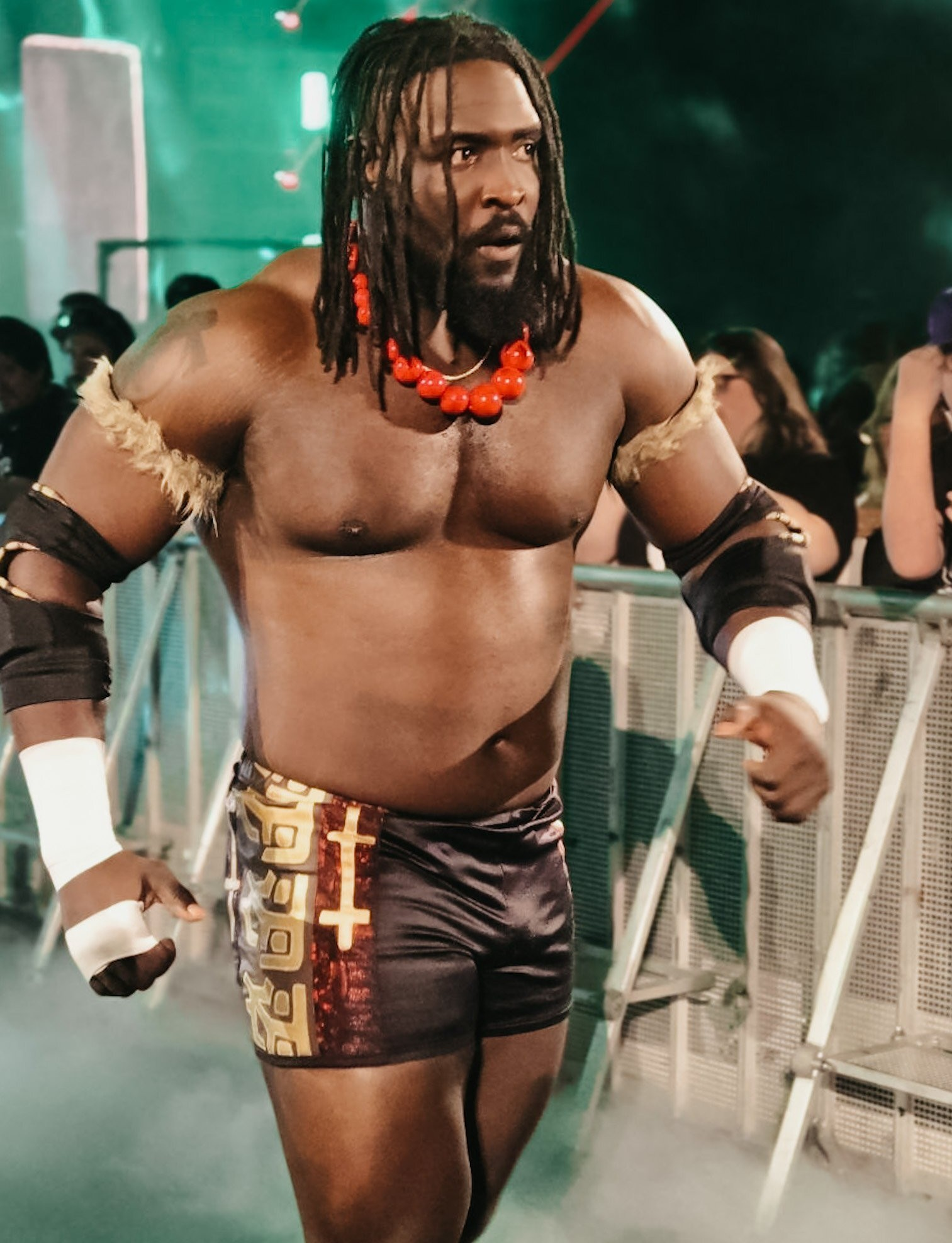
Oba Femi, attuale detentore del titolo

L'NXT Championship è un titolo di wrestling di proprietà della WWE ed esclusivo del roster di NXT, ed è detenuto da Oba Femi dal 7 gennaio 2025.

## Storia

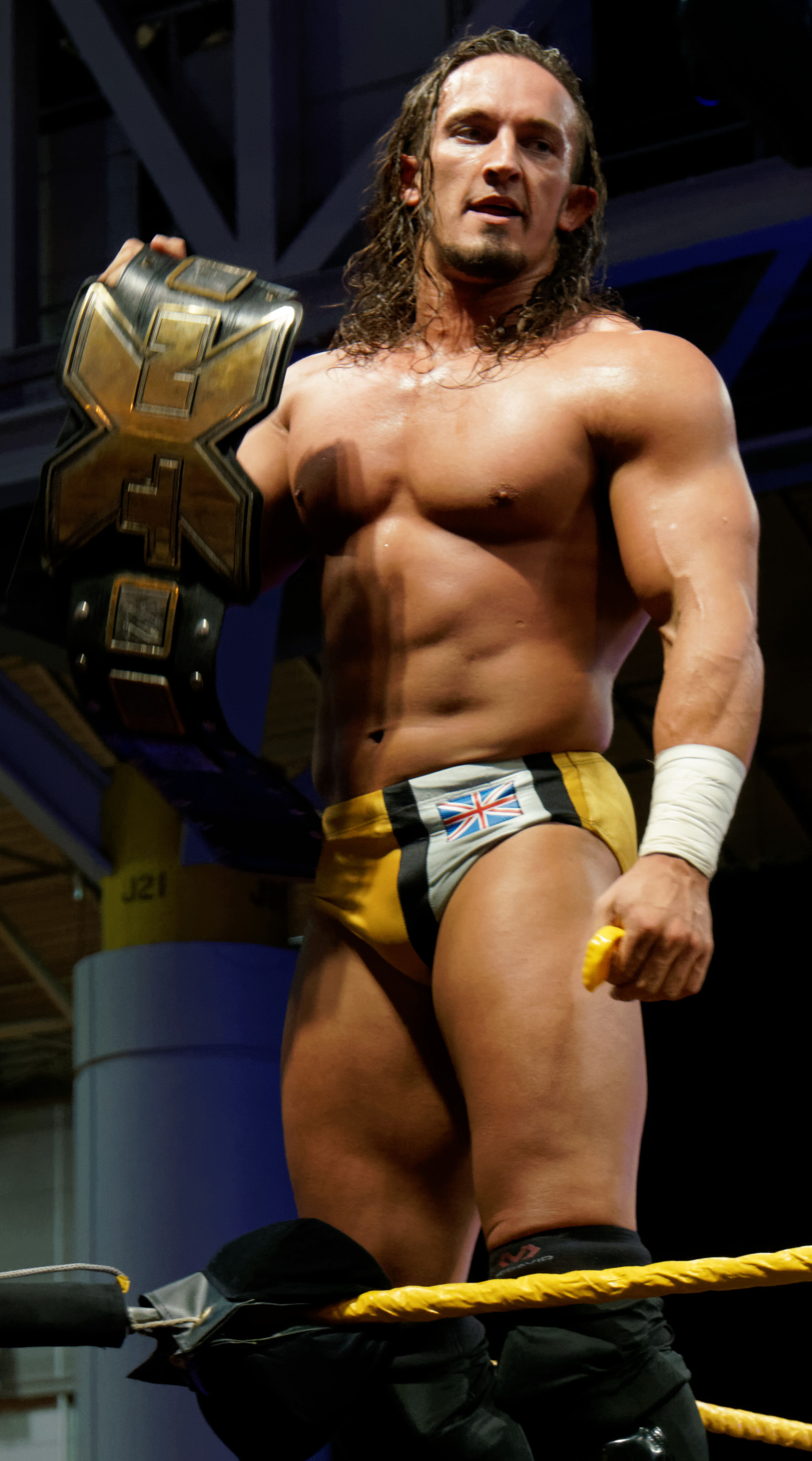
Adrian Neville con la prima versione del titolo (2012–2017)

Il titolo fu introdotto il 1º luglio 2012, quando il Commissioner di NXT, Dusty Rhodes, annunciò un torneo a otto partecipanti, chiamato "Gold Rush Tournament", per l'assegnazione del titolo. Questo torneo avrebbe incluso diverse Superstars di NXT ma anche del roster principale. L'NXT Championship rimpiazzò dunque l'FCW Florida Heavyweight Championship, che venne ritirato pochi giorni dopo l'unione della Florida Championship Wrestling ad NXT. Il 26 luglio 2012 il torneo fu vinto da Seth Rollins che, dopo aver sconfitto Jinder Mahal nella finale, divenne il primo wrestler a vincere l'NXT Championship. Il 19 novembre 2016, a NXT TakeOver: Toronto, Samoa Joe ha sconfitto Shinsuke Nakamura, diventando il primo wrestler a vincere il titolo per due volte.

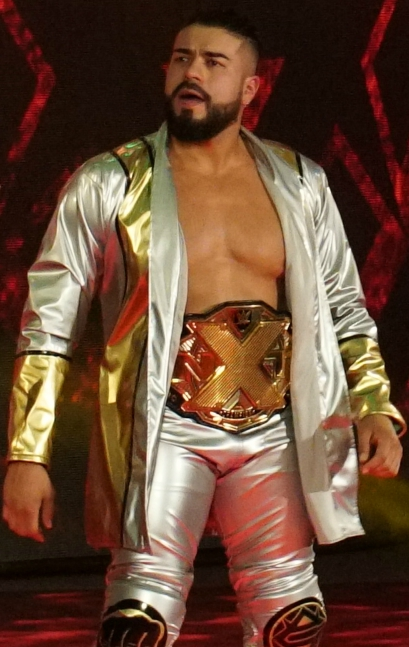
Andrade "Cien" Almas con la seconda versione del titolo (2017–2022)

Nonostante il titolo sia un'esclusiva del roster di NXT, esso è stato difeso anche nel roster principale in ben tre occasioni: nella puntata di SmackDown del 4 giugno 2015, quando l'allora campione Kevin Owens difese con successo il titolo contro Zack Ryder, nella puntata di Raw dell'8 giugno 2015, quando lo stesso Owens difese il titolo contro Neville, e nella puntata di SmackDown del 1º novembre 2019, quando Adam Cole difese con successo il titolo contro Daniel Bryan. Il 1º luglio 2020, nella seconda serata della puntata speciale NXT The Great American Bash, Keith Lee conquistò il titolo sconfiggendo Adam Cole in un Winner Takes All match in cui era in palio anche l'NXT North American Championship di Lee, diventando il primo wrestler a detenere entrambi i titoli contemporaneamente (Lee rese poi vacante l'NXT North American Championship nella puntata di NXT del 15 luglio 2020).
Nella puntata speciale NXT Roadblock dell'8 marzo 2022 Dolph Ziggler (appartenente al roster di Raw) vinse la cintura in un Triple Threat match che comprendeva anche il campione Bron Breakker e Tommaso Ciampa, risultando il primo wrestler appartenente al roster principale a conquistarlo. Il 4 aprile 2022, a Raw, Breakker sconfisse poi Ziggler riconquistando il titolo, risultando il primo wrestler ad aver vinto il titolo di NXT a Raw.
Il 4 settembre, a NXT Worlds Collide, Bron Breakker sconfisse Tyler Bate, detentore dell'NXT United Kingdom Championship, unificando il titolo appena vinto con l'NXT Championship.

### Cintura
La prima versione della cintura era in cuoio nero e presentava la placca centrale dorata a forma di "X" con a sinistra la lettera "N" e a destra la lettera "T", ad indicare il logo di NXT. Su entrambi i lati della cintura, inoltre, erano presenti tre placche argentee con contorno dorato con il logo della WWE. Dal 1º aprile 2017 la cintura ha cambiato design: infatti presenta la placca centrale a forma di ennagono in oro e argento con al centro il logo di NXT (con la "X" in evidenza), sopra di esso il logo della WWE e in basso la scritta "Champion". Ad entrambi i lati della cintura, inoltre, è presente una placca pentagonale personalizzabile per ogni atleta. Dal 12 aprile 2022 la cintura ha cambiato leggermente design rispetto alla precedente versione: è esattamente identica con la sola eccezione che lo sfondo dietro la scritta "NXT" è multicolore.

## Albo d'oro
Statistiche aggiornate al 19 giugno 2025.
| #  | Campione             | Regno | Data              | Giorni | Località                | Evento                        | Note | Fonti         |
| -- | -------------------- | ----- | ----------------- | ------ | ----------------------- | ----------------------------- | --- | ------------- |
| 1  | Seth Rollins         | 1     | 26 luglio 2012    | 133    | Winter Park, Florida    | NXT                           | Rollins sconfisse Jinder Mahal nella finale del torneo per l'assegnazione del titolo. In onda il 29 agosto 2012. | [ 6 ]         |
| 2  | Big E Langston       | 1     | 6 dicembre 2012   | 168    | Winter Park, Florida    | NXT                           | In un no disqualification match. In onda il 9 gennaio 2013. | [ 7 ]         |
| 3  | Bo Dallas            | 1     | 23 maggio 2013    | 280    | Winter Park, Florida    | NXT                           | In onda il 12 giugno 2013. | [ 8 ]         |
| 4  | Adrian Neville       | 1     | 27 febbraio 2014  | 287    | Winter Park, Florida    | NXT Arrival                   | In un ladder match. | [ 9 ]         |
| 5  | Sami Zayn            | 1     | 11 dicembre 2014  | 62     | Winter Park, Florida    | NXT TakeOver: R Evolution     | In un title vs. career match. Se Zayn avesse perso, avrebbe lasciato volontariamente NXT. | [ 10 ]        |
| 6  | Kevin Owens          | 1     | 11 febbraio 2015  | 143    | Orlando, Florida        | NXT TakeOver: Rival           | Owens vinse per decisione arbitrale dopo che Zayn non era più in grado di continuare l'incontro. | [ 11 ]        |
| 7  | Finn Bálor           | 1     | 4 luglio 2015     | 292    | Tokyo                   | The Beast in the East         | | [ 12 ]        |
| 8  | Samoa Joe            | 1     | 21 aprile 2016    | 121    | Lowell, Massachusetts   | House show                    | | [ 13 ] [ 14 ] |
| 9  | Shinsuke Nakamura    | 1     | 20 agosto 2016    | 91     | Brooklyn, New York      | NXT TakeOver: Brooklyn II     | | [ 15 ]        |
| 10 | Samoa Joe            | 2     | 19 novembre 2016  | 14     | Toronto                 | NXT TakeOver: Toronto         | | [ 16 ]        |
| 11 | Shinsuke Nakamura    | 2     | 3 dicembre 2016   | 56     | Osaka                   | NXT                           | In onda il 28 dicembre 2016. | [ 17 ]        |
| 12 | Bobby Roode          | 1     | 28 gennaio 2017   | 203    | San Antonio, Texas      | NXT TakeOver: San Antonio     | | [ 18 ]        |
| 13 | Drew McIntyre        | 1     | 19 agosto 2017    | 91     | Brooklyn, New York      | NXT TakeOver: Brooklyn III    | | [ 19 ]        |
| 14 | Andrade "Cien" Almas | 1     | 18 novembre 2017  | 140    | Houston, Texas          | NXT TakeOver: WarGames        | | [ 20 ]        |
| 15 | Aleister Black       | 1     | 7 aprile 2018     | 102    | New Orleans, Louisiana  | NXT TakeOver: New Orleans     | | [ 21 ]        |
| 16 | Tommaso Ciampa       | 1     | 18 luglio 2018    | 238    | Winter Park, Florida    | NXT                           | In onda il 25 luglio 2018. | [ 22 ]        |
| —  | Vacante              | —     | 13 marzo 2019     | —      | Winter Park, Florida    | NXT                           | Reso vacante a causa di un infortunio di Ciampa al collo. In onda il 20 marzo 2019. | [ 23 ]        |
| 17 | Johnny Gargano       | 1     | 5 aprile 2019     | 57     | Brooklyn, New York      | NXT TakeOver: New York        | Gargano sconfisse Adam Cole in un 2-out-of-3 falls match per la riassegnazione del titolo per 2-1. | [ 24 ]        |
| 18 | Adam Cole            | 1     | 1º giugno 2019    | 396    | Bridgeport, Connecticut | NXT TakeOver: XXV             | | [ 25 ]        |
| 19 | Keith Lee            | 1     | 1º luglio 2020    | 51     | Winter Park, Florida    | NXT The Great American Bash   | In un winner takes all match con in palio anche l'NXT North American Championship di Lee. In onda l'8 luglio 2020. | [ 26 ]        |
| 20 | Karrion Kross        | 1     | 22 agosto 2020    | 4      | Winter Park, Florida    | NXT TakeOver: XXX             | | [ 27 ]        |
| —  | Vacante              | —     | 26 agosto 2020    | —      | Winter Park, Florida    | NXT                           | Reso vacante a causa di un infortunio di Kross alla spalla. | [ 28 ]        |
| 21 | Finn Bálor           | 2     | 2 settembre 2020  | 212    | Winter Park, Florida    | NXT Super Tuesday II          | Un 60–minute iron man fatal 4-way match per la riassegnazione del titolo tra Adam Cole, Finn Bálor, Johnny Gargano e Tommaso Ciampa venne indetto nella puntata speciale NXT Super Tuesday del 1º settembre 2020, ma il match terminò in pareggio tra Bálor e Cole per 2-2. Il general manager William Regal sancì un match per la riassegnazione del titolo vacante tra Bálor e Cole. In onda l'8 settembre 2020. | [ 29 ]        |
| 22 | Karrion Kross        | 2     | 8 aprile 2021     | 136    | Orlando, Florida        | NXT TakeOver: Stand & Deliver | | [ 30 ]        |
| 23 | Samoa Joe            | 3     | 22 agosto 2021    | 21     | Orlando, Florida        | NXT TakeOver 36               | | [ 31 ]        |
| —  | Vacante              | —     | 12 settembre 2021 | —      | —                       | —                             | Reso vacante a causa della positività di Joe al COVID-19. | [ 32 ]        |
| 24 | Tommaso Ciampa       | 2     | 14 settembre 2021 | 112    | Orlando, Florida        | NXT 2.0                       | Ciampa sconfisse LA Knight, Pete Dunne e Von Wagner in un fatal 4-way match per la riassegnazione del titolo. | [ 33 ]        |
| 25 | Bron Breakker        | 1     | 4 gennaio 2022    | 63     | Orlando, Florida        | NXT New Year's Evil           | | [ 34 ]        |
| 26 | Dolph Ziggler        | 1     | 8 marzo 2022      | 27     | Orlando, Florida        | NXT Roadblock                 | In un triple threat match che comprendeva anche Tommaso Ciampa. | [ 35 ]        |
| 27 | Bron Breakker        | 2     | 4 aprile 2022     | 362    | Dallas, Texas           | Raw                           | Il 4 settembre, a NXT Worlds Collide, Breakker sconfisse Tyler Bate, detentore dell'NXT United Kingdom Championship, unificando i titoli. | [ 36 ] [ 5 ]  |
| 28 | Carmelo Hayes        | 1     | 1º aprile 2023    | 182    | Los Angeles, California | NXT Stand & Deliver           | | [ 37 ]        |
| 29 | Il'ja Dragunov       | 1     | 30 settembre 2023 | 206    | Bakersfield, California | NXT No Mercy                  | | [ 38 ]        |
| 30 | Trick Williams       | 1     | 24 aprile 2024    | 75     | Orlando, Florida        | NXT Spring Breakin'           | Se Williams avesse perso, avrebbe dovuto lasciare NXT. | [ 39 ]        |
| 31 | Ethan Page           | 1     | 7 luglio 2024     | 86     | Toronto                 | NXT Heatwave                  | In un fatal 4-way match che comprendeva anche Je'Von Evans e Shawn Spears. | [ 40 ]        |
| 32 | Trick Williams       | 2     | 1º ottobre 2024   | 98     | Rosemont, Illinois      | NXT                           | CM Punk era l'arbitro speciale. | [ 41 ] [ 42 ] |
| 33 | Oba Femi             | 1     | 7 gennaio 2025    | 163    | Los Angeles, California | NXT New Year's Evil           | In un triple threat match che comprendeva anche Eddy Thorpe. | [ 43 ]        |